# Canterra Tower
La Devon Tower (anteriormente conocida como Canterra Tower) es un rascacielos de Calgary, la mayor ciudad de la provincia canadiense de Alberta.

## Descripción
Ubicado en 400 3rd Avenue SW, mide 177 metros y 45 pisos de altura. Se completó en 1988 y fue diseñado por WZMH Architects en estilo posmoderno. Fue construido con muros cortina de vidrio en todos los lados.
Es propiedad y está administrado por el inversor inmobiliario global, desarrollador y propietario Oxford Properties, y los principales inquilinos del edificio incluyen Devon Canada, una compañía de petróleo y gas, y Norton Rose Fulbright LLP, uno de los bufetes de abogados más grandes de Canadá.